# Samtgemeinde Weser-Aue
Die Samtgemeinde Weser-Aue ist ein am 1. November 2021 gegründeter Verwaltungsverband aus sechs Gemeinden im niedersächsischen Landkreis Nienburg/Weser. Es gibt zwei Rathäuser in der Gemeinde Marklohe und dem Flecken Liebenau, wovon erstgenannter der Hauptsitz ist. Namensgebend sind der Strom Weser und ihr drittgrößter linker Nebenfluss, die Große Aue.

## Geografie

### Samtgemeindegliederung
Die Samtgemeinde ist in sechs Gemeinden gegliedert, von denen der Hauptsitz, die Gemeinde Marklohe, die meisten Einwohner hat.
- Balge (1654), Ortsteile: Balge, Blenhorst, Bötenberg, Buchhorst, Holzbalge, Mehlbergen und Sebbenhausen
- Binnen (970), Ortsteile: Binnen, Bühren und Glissen
- Liebenau (3710), Flecken
- Marklohe (4584), Ortsteile: Marklohe, Lemke, Oyle und Wohlenhausen
- Pennigsehl (1212)
- Wietzen (1956), Ortsteile: Wietzen und Holte

## Geschichte
Die Samtgemeinde ist am 1. November 2021 aus der Fusion von den Samtgemeinden Marklohe und Liebenau entstanden.

### Wappen
| Wappen von Samtgemeinde Weser-Aue | Blasonierung: „Oben: Silberne Eiche belegt mit 6 grünen ringförmig angelegten Eicheln, die die Einzelgemeinden symbolisieren auf grünem Grund Mitte: Wellenförmige zusammenführende symbolische Darstellung (Göpel) des Zusammenflusses von Weser und Aue in hellerem Blau, belegt mit schwarzen Wellen Unten rechts: gelbes (goldenes) hölzernes Mühlrad auf rotem Grund Unten links: Symbolisierte Thingstätte in Gelb (Gold) auf rotem Grund“ |
| Wappen von Samtgemeinde Weser-Aue | |

## Politik

### Samtgemeinderat
Der Rat der Samtgemeinde Weser-Aue besteht aus 36 Ratsfrauen und Ratsherren. Üblicherweise beträgt die festgelegte Anzahl für eine Gemeinde mit einer Einwohnerzahl zwischen 12.001 und 15.000 Einwohnern 30 Ratsmitglieder. Im Vertrag zwischen den Gemeinden, die 2021 fusionierten, wurde festgehalten, dass die Anzahl für die erste Wahlperiode um sechs erhöht werden soll. Die Ratsmitglieder werden durch eine Kommunalwahl für jeweils fünf Jahre gewählt. Neben den 36 in der Samtgemeindewahl gewählten Mitgliedern ist außerdem der hauptamtliche Samtgemeindebürgermeister im Rat stimmberechtigt. 
Aus dem Ergebnis der Kommunalwahl 2021 ergab sich folgende Sitzverteilung:
- Wilfried Imgarten (parteilos)
- CDU: 15 Sitze
- SPD: 12 Sitze
- Bündnis 90/Die Grünen: 4 Sitze
- FWG: 3 Sitze
- FDP: 2 Sitze

| Gemeinderat 2021Insgesamt 36 Sitze - SPD: 12 - Grüne: 4 - FWG: 3 - FDP: 2 - CDU: 15 |

### Samtgemeindebürgermeister
Samtgemeindebürgermeister ist seit dem 1. November 2021 Wilfried Imgarten (parteilos), der mit 69,94 Prozent der Stimmen gewählt wurde.
(Stand: Kommunalwahl am 12. September 2021)